# لیلی العطار
لیلی العطار هنرمند و نقاش عراقی، فارغ‌التحصیل آکادمی هنرهای زیبا در بغداد در سال ۱۹۶۵ بود. وی رئیس موزه هنرهای ملی عراق نیز بود.

## کار و زندگی

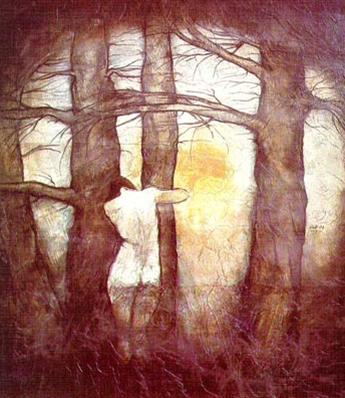
یک نقاشی بی نام از لیلی العطار

لیلی العطار از نخستین زنانی بود که از دانشکده هنرهای زیبای بغداد فارغ‌التحصیل شد. او تا زمان مرگش در سال ۱۹۹۳ رئیس موزه هنرهای ملی عراق بود.
در ۲۷ ژوئن سال ۱۹۹۳، لیلی، شوهر و خدمتکارش در پی حملهٔ موشکی به منزلشان که به دستور بیل کلینتون انجام شد، کشته شدند و دخترش نیز نابینا شد؛ گفته شده‌است این اقدام به خاطر کشیدن تصویری از جرج بوش پدر در ورودی هتل الرشید بود و هر شخصی که قصد ورود یا خروج از آن را داشت می‌بایست پا بر روی آن می‌گذاشت.